# Aika Klein
Pour les articles homonymes, voir Klein.
Aika Klein, née le 26 novembre 1982 à Rostock, est une patineuse de vitesse sur piste courte allemande.

## Biographie
Elle participe aux épreuves de patinage de vitesse sur piste courte aux Jeux olympiques de 2002, 2006 et 2010.
Elle remporte la médaille d'or du relais 3 000 mètres aux Championnats d'Europe de patinage de vitesse sur piste courte 2010, la médaille d'argent du relais aux Championnats d'Europe de patinage de vitesse sur piste courte 2009 et la médaille de bronze du relais aux Championnats d'Europe de patinage de vitesse sur piste courte 2004, aux Championnats d'Europe de patinage de vitesse sur piste courte 2005 et aux Championnats d'Europe de patinage de vitesse sur piste courte 2008.